# Liste der Mitglieder der American Academy of Arts and Sciences/2000
Im Jahr 2000 wählte die American Academy of Arts and Sciences 169 Personen zu ihren Mitgliedern.

## Neugewählte Mitglieder
- Ernest W. Adams (1926–2009)
- Martina Arroyo (* 1936)
- David Austen-Smith (* 1953)
- Roger S. Bagnall (* 1947)
- Jeremiah Barondess (* 1924)
- Lucian Bebchuk (* 1955)
- Steven Block (* 1952)
- Richard Borcherds (* 1959)
- Willard L. Boyd (* 1927)
- Nicholas F. Brady (* 1930)
- Robert Brandom (* 1950)
- Joan Brugge (* 1949)
- Stephen L. Buchwald (* 1955)
- Bruce E. Cain (* 1948)
- Roberto Calasso (1941–2021)
- John Y. Campbell (* 1958)
- Nancy Cantor (* 1952)
- John Carlstrom (* 1957)
- Paul D. Carrington (* 1931)
- Hal Caswell (* 1949)
- William A. Catterall (1946–2024)
- John Chamberlain (1927–2011)
- John Chambers (* 1949)
- Julia Child (1912–2004)
- David Clapham (* 1952)
- Donald D. Clayton (1935–2024)
- Dorrit Cohn (1924–2012)
- Randall Collins (* 1941)
- Joel Conarroe (* 1934)
- Gordon Conway (1938–2023)
- Thomas D. Cook (* 1941)
- Robert Coover (1932–2024)
- Nicholas R. Cozzarelli (1938–2006)
- Elizabeth A. Craig (* 1946)
- Michael Crandall (* 1940)
- Roberto DaMatta (* 1936)
- Mark M. Davis (* 1952)
- Russ Davis (* 1941)
- John M. Dawson (1930–2001)
- Edward M. De Robertis (* 1947)
- Jan De Vries (* 1943)
- Plácido Domingo (* 1941)
- Jonathan M. Dorfan (* 1947)
- William F. Dove (* 1936)
- Richard S. Dunn (1928–2022)
- William G. Eberhard (* 1943)
- Robert B. Edgerton (1931–2016)
- Robert H. Edwards (* 1935)
- Peter Eisenman (* 1932)
- David Ellwood (* 1953)
- William Eskridge (* 1951)
- Anthony G. Evans (1942–2009)
- John B. Fenn (1917–2010)
- Harold K. Forsen (1932–2012)
- Michael Frayn (* 1933)
- Jean Fréchet (* 1944)
- Wendy Freedman (* 1957)
- Saul Friedländer (* 1932)
- Robert Francis Furchgott (1916–2009)
- Arthur Gelb (* 1937)
- Michael Erwin Gellert (1931–2021)
- Louis Gerstner, Jr. (* 1942)
- William H. Goetzmann (1930–2010)
- Barbara Goldsmith (1931–2016)
- Arturo Gómez-Pompa (* 1934)
- Earl G. Graves (* 1935)
- Roger Guesnerie (* 1943)
- Allan Gurganus (* 1947)
- Jan-Åke Gustafsson (* 1943)
- Philip Hamburger (1914–2004)
- Susan Hanson (* 1943)
- Franz-Ulrich Hartl (* 1957)
- Carolyn Heilbrun (1926–2003)
- Teresa Heinz (* 1938)
- David Hillis (* 1958)
- Paul W. Hoffman (* 1956)
- Denis Hollier (* 1942)
- Stanley O. Ikenberry (* 1935)
- David Jablonski (* 1953)
- Ray Jackendoff (* 1945)
- Steve Jobs (1955–2011)
- Torrence V. Johnson (* 1944)
- Anita K. Jones (* 1942)
- Charles Kahn (1928–2023)
- Ira Katznelson (* 1944)
- David Keightley (1932–2017)
- Mervyn Allister King (* 1948)
- Thomas Kinsella (1928–2021)
- Harold Hongju Koh (* 1954)
- David Kohlstedt (* 1943)
- Stanley J. Korsmeyer (1950–2005)
- Doug Koshland (* 1953)
- Bob Krauss (* 1931)
- John Krebs, Baron Krebs (* 1945)
- Thomas Krens (* 1946)
- Melvin Lax (1922–2002)
- Edward Lazear (1948–2020)
- Stephen R. Leone (* 1948)
- Richard A. Lerner (1938–2021)
- Robert D. Levin (* 1947)
- Saul Levmore (* 1953)
- Lance Malcolm Liebman (* 1941)
- George Lindbeck (1923–2018)
- Martin Lipton (* 1931)
- Donald Sewell Lopez Jr. (* 1952)
- Glenn Loury (* 1948)
- George Lucas (* 1944)
- Thomas L. Magnanti (* 1945)
- Ann McDermott (* 1960)
- Heather McHugh (* 1948)
- David McLaughlin (* 1944)
- Abner J. Mikva (1926–2016)
- Helen V. Milner (* 1958)
- Charles Misner (1932–2023)
- Dale Mortensen (1939–2014)
- Paul Muldoon (* 1951)
- Ferid Murad (1936–2023)
- Andrew W. Murray (* 1955)
- Jeremy Nathans (* 1958)
- Daniel M. Neumark (* 1955)
- Ida Nicolaisen (* 1940)
- George Papanicolaou (* 1943)
- Annabel Patterson (* 1936)
- Roger M. Perlmutter (* 1952)
- Michael Peskin (* 1951)
- Robert Pitofsky (* 1929)
- Hidde Ploegh (* 1953)
- Menahem Pressler (1923–2023)
- Hugh B. Price (* 1941)
- Carol Prives (* 1941)
- Rudolf Raff (1941–2019)
- Judith Livant Rapoport (* 1933)
- Claude Rawson (* 1935)
- David W. Rohde (* 1944)
- Paul Romer (* 1955)
- Paul Rozin (* 1936)
- Robert Ryman (1930–2019)
- David Sabean (* 1939)
- Randy Schekman (* 1948)
- Ian Shapiro (* 1956)
- Kay Kaufman Shelemay (* 1948)
- Andrei Shleifer (* 1961)
- Anatoli Skorochod (1930–2011)
- Jonathan Z. Smith (1938–2017)
- Larry Sonsini (* 1941)
- Paul W. Sternberg (* 1956)
- James Stimson (* 1943)
- Lars E. O. Svensson (* 1947)
- Iván Szelényi (* 1938)
- Clifford J. Tabin (* 1954)
- Joseph Takahashi (* 1951)
- David Tank (* 1953)
- Richard Thaler (* 1945)
- Michael O. Thorner (* 1945)
- Daniel Chee Tsui (* 1939)
- Leslie Ungerleider (1946–2020)
- Andries van Dam (* 1938)
- Inder Verma (* 1947)
- Bill Viola (1951–2024)
- Robert Wald (* 1947)
- Aileen Ward (1919–2016)
- John D. Weeks (* 1943)
- Ewald Weibel (1929–2019)
- Benjamin Weiss (* 1941)
- C. K. Williams (1936–2015)
- W. Hugh Woodin (* 1955)
- Moshe Yaniv (* 1938)
- Andrew Yao (* 1946)
- Anthony C. Yu (1938–2015)